# Pristipomoides
Pristipomoides es un género de peces de la familia Lutjanidae en el orden de los Perciformes.

## Especies
Las especies de este género son:
- Pristipomoides aquilonaris
- Pristipomoides argyrogrammicus
- Pristipomoides auricilla
- Pristipomoides filamentosus
- Pristipomoides flavipinnis
- Pristipomoides freemani
- Pristipomoides macrophthalmus
- Pristipomoides multidens
- Pristipomoides sieboldii
- Pristipomoides typus
- Pristipomoides zonatus